# Abri de jardin
Pour les articles homonymes, voir Abri.

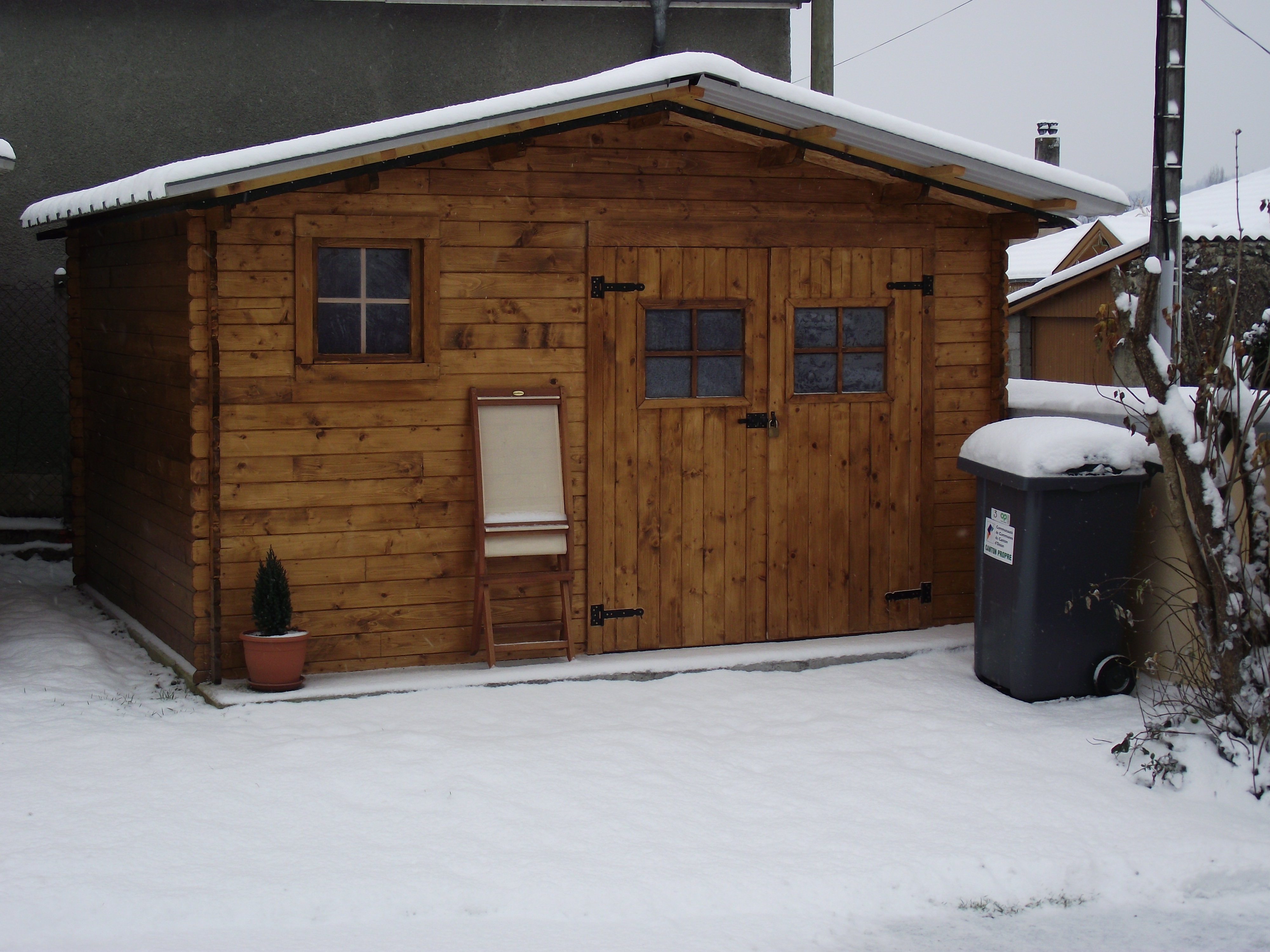
Chalet de jardin

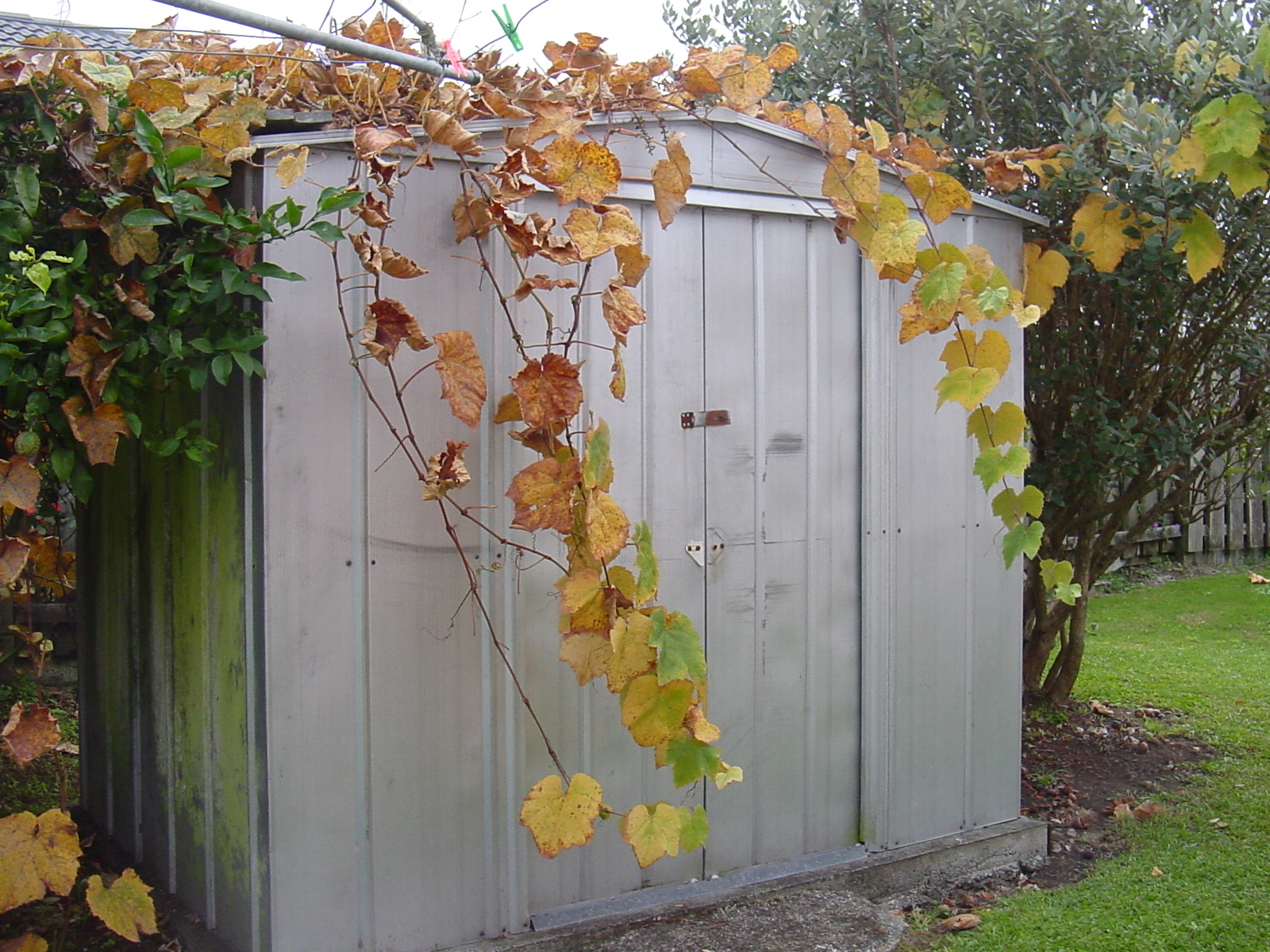
Abri de jardin métallique

Un abri ou cabanon de jardin, ou remise à outils, est une construction légère de type mobilière faisant office de débarras à l'extérieur. En France, l'L'installation d'un abri de jardin fait l'objet d'une simple déclaration (disponible sur le net) en mairie si sa surface au sol est inférieure à 20m², au delà un permis de construire est obligatoire.

## Fonction
On y entrepose et y protège des intempéries du matériel voué aux loisirs ou petits travaux (jardinage, bricolage, sport, mobilier de jardin...).

## Matériaux
Les matériaux principalement utilisés sont le bois et la tôle. Cependant, le toit peut être goudronné. Une dalle en bétonné est nécessaire. Pour la réaliser, il faut que cette dalle soit supérieure aux dimensions extérieures au sol mais inférieur aux dimensions "hors tout". Cela signifie que la dalle doit être supérieure aux dimensions de l'abri de jardin tout en étant inférieure aux avancées du toit. 

## Localisation
Dans une propriété immobilière ou parcelle, il se situe sur le pourtour, au fond d'un jardin ou adossé à un mur de la construction principale.